# Герб Онежского района
Герб Онежского района — герб одного из муниципальных районов Архангельской области.

## Описание герба
«В лазоревом поле под зелёной волнистой главой, имеющей дважды просеченную серебряно-лазорево-серебряную широкую кайму — сёмга того же металла в пояс».

## Обоснование символики
Изображённая в гербе Онежского муниципального района сёмга указывает на то, что промысел сёмги занимал важное место в экономике района, и подчеркивает непрерывную связь многих поколений онежан. Волнистые серебряные пояса и голубое поле символизируют важность водных ресурсов — реки Онеги и Белого моря в жизни района.
Зелёный цвет — символ природы, здоровья, молодости, жизненного роста, аллегорически показывает лесные массивы, расположенные на территории района и ставшие основой лесной и деревообрабатывающей отраслей промышленности.
Серебро — символ чистоты, совершенства, мира и взаимопонимания.
Голубой цвет — символ чести, благородства, духовности; бескрайнего неба и водных просторов.
Герб утверждён решением 7 сессии Собрания депутатов муниципального образования «Онежский муниципальный район» четвёртого созыва от 18 февраля 2010 года № 28.
Герб внесен в Государственный геральдический регистр Российской Федерации под № 5997.
Герб разработан при содействии Союза геральдистов России. Аторы герба: идея герба — Константин Моченов (Химки); художник и компьютерный дизайн — Оксана Афанасьева (Москва); обоснование символики — Кирилл Переходенко (Конаково).